# Trattato Cina-Corea del 1882
Il trattato Cina-Corea del 1882 (in cinese: 中朝商民水陸貿易章程T; in coreano: 조청상민수륙무역장정?), ricordato anche come "Regole di comunicazione e commercio Joseon-Qing" o "Regolamento sino-coreano per il commercio marittimo e terrestre", fu un trattato ineguale tra la dinastia Qing e la dinastia Joseon, firmato nell'ottobre del 1882. Il trattato riconfermava la Corea quale Stato tributario della Cina. L'influenza cinese sulla Corea venne meno nel 1895, a seguito della prima guerra sino-giapponese.

## Contesto
A seguito dell'incidente di Ganghwa, Corea e Giappone firmarono il trattato Giappone-Corea del 1876, che aprì la strada a successivi trattati tra Corea ed altri Stati.
Nel 1882, gli statunitensi firmarono con la Corea il trattato Corea-Stati Uniti, che fu di modello per i successivi negoziati con altre potenze occidentali.
Poche settimane dopo la firma del trattato con gli statunitensi, scoppiò a Seul una rivolta militare, ricordata come l'incidente di Imo. I rivoltosi occuparono il Changdeokgung e il governo coreano chiese l'aiuto militare della Cina. Le truppe cinesi repressero la rivolta e da quel momento iniziò l'influenza politica cinese sulla Corea.

## Disposizioni del trattato
Il trattato, che in realtà era concepito come un regolamento per uno Stato tributario, stabiliva la dipendenza della Corea dalla Cina e conteneva disposizioni che riguardavano le relazioni diplomatiche della Corea con le nazioni occidentali. Concedeva ai mercanti cinesi il diritto di condurre liberamente affari via terra e via mare all'interno dei confini coreani, conferiva loro vantaggi rispetto ai giapponesi e agli occidentali e concedeva loro privilegi unilaterali di extraterritorialità nelle cause civili e penali. Sebbene il trattato permettesse ai coreani di commerciare a Pechino, il suo effetto fu un significativo aumento del numero di commercianti cinesi in Corea, il che diede un duro colpo ai commercianti coreani.
L'anno successivo i cinesi supervisionarono la creazione di un servizio doganale marittimo coreano, diretto da Paul Georg von Möllendorff. La Corea divenne uno Stato semicoloniale tributario della Cina, con Re Gojong incapace di nominare diplomatici senza l'approvazione cinese e con truppe di stanza nel Paese per proteggere gli interessi cinesi. Uno storico americano ha affermato che "il governo cinese iniziò a trasformare il suo ex stato tributario in una semicolonia e la sua politica nei confronti della Corea si trasformò sostanzialmente in una nuova politica imperialistica con la quale lo stato dominante esigeva determinati privilegi nel suo stato vassallo".